# Jive

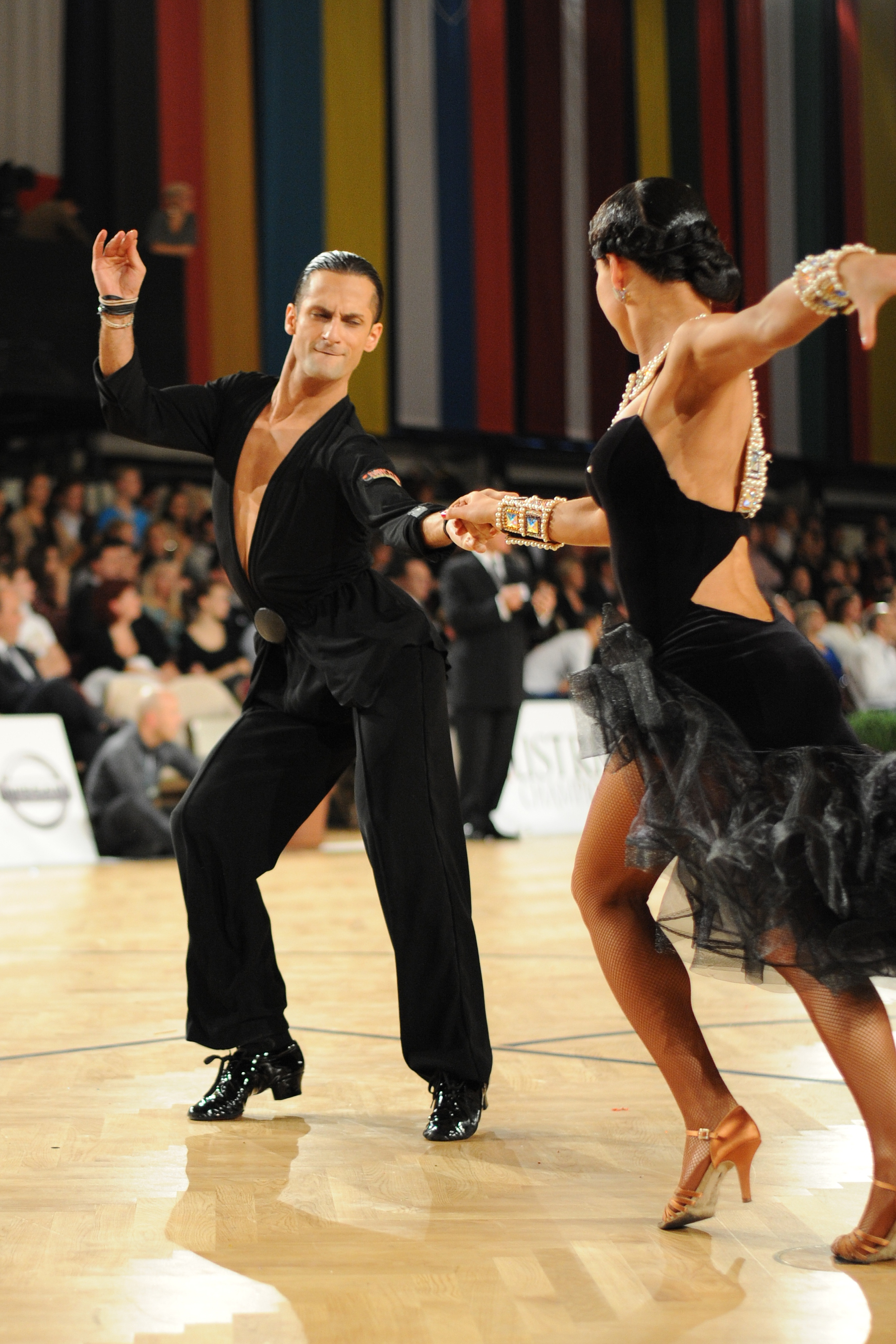
Jive

Jive – amerykański taniec towarzyski z kanonów tańców latynoamerykańskich, powstały po 1910 roku. 

## Historia
Jive dotarł do Europy w latach 1940., dzięki amerykańskim żołnierzom, początkowo pod nazwą jitterbug (ang. jitter - mieć tremę, podskakiwać nerwowo; bug owad, pluskwa). Jego odmianą jest boogie-woogie, a ze względu na podobne kroki, często mylony jest z rock and rollem. 

## Technika jive'a
Kroki wykonuje się, dynamicznie wbijając ciężar ciała w parkiet (jakby chciało dynamicznie rozgniatać uciekające pluskwy). Typowe tempo jive'a to 42-44 takty na minutę, w kroku podstawowym występuje synkopowany rytm (raz-dwa, raz-e-dwa, raz-e-dwa), czyli 5 lub 6 kroków w takcie. W bardziej zaawansowanych figurach możliwe są rozmaite interpretacje rytmiczne. Charakterystycznymi cechami jive'a są szybkie kopnięcia ("kicki") oraz elastyczne akcje jazzowe z typowym przeciąganiem pod koniec frazy rytmicznej, by uzyskać większe przyśpieszenie i większą dynamikę na początku następnej frazy. Tańcząc jive'a należy mieć ciężar ciała z przodu. Na turniejach tańczony jako ostatni z pięciu tańców latynoamerykańskich.
Najbardziej charakterystycznymi krokami i figurami jive'a są, m.in.: chasse w lewo i w prawo, rock step, american spin, fall away rock i chicken walk.